# Apanteles euproctisiphagus
Apanteles euproctisiphagus är en stekelart som beskrevs av S. Ahmad 1945. Apanteles euproctisiphagus ingår i släktet Apanteles och familjen bracksteklar. Inga underarter finns listade i Catalogue of Life.